# 만두카이 카툰

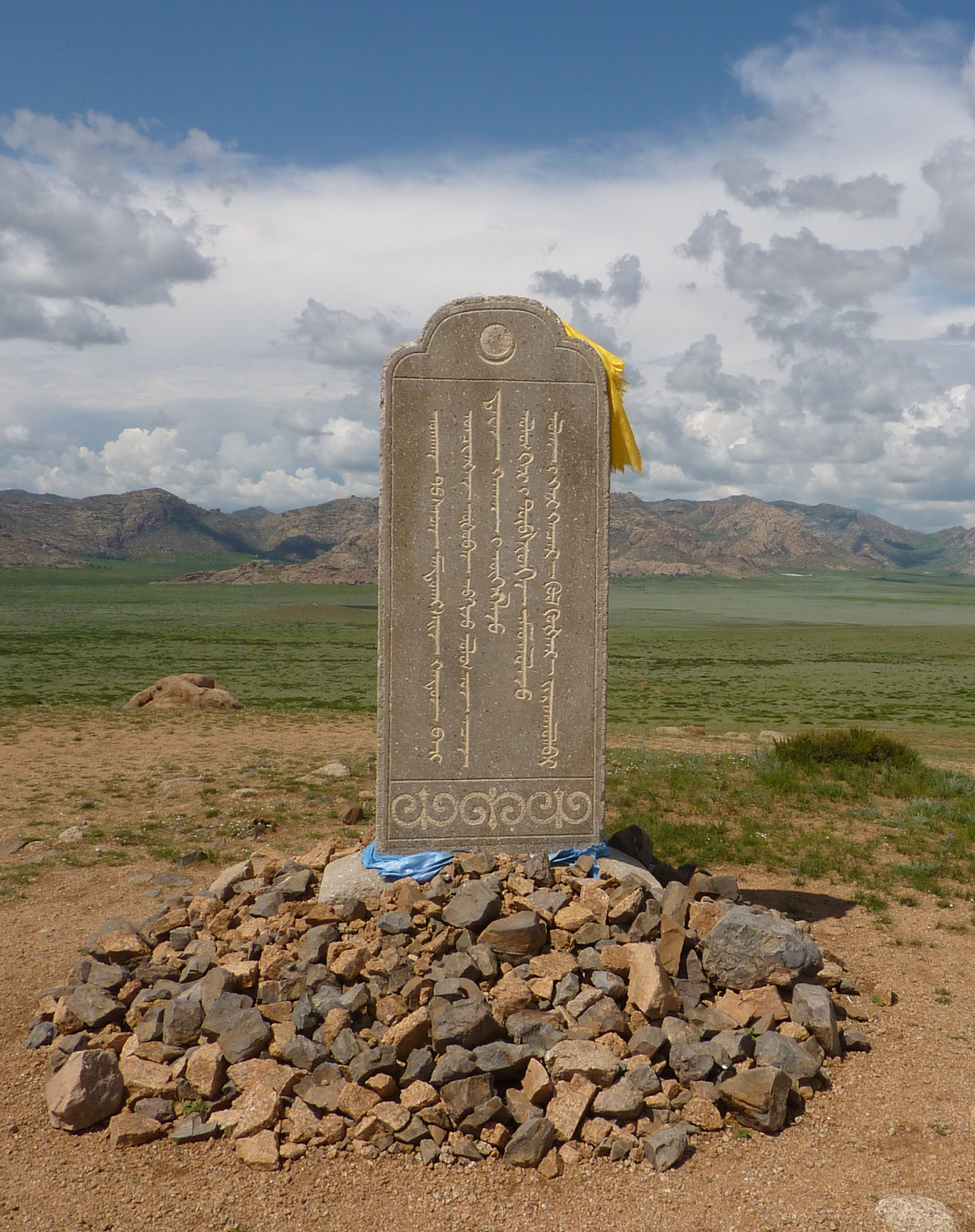
만두하이 카툰 기념비

만두카이 카툰(몽골어: ᠮᠠᠨᠳᠤᠬᠠᠢ
ᠬᠠᠲᠤᠨ Manduqai Qatun, Мандухай хатан, 한국 한자: 滿都海 만도해, 1448년 ~ 1510년/1526년)은 만두카이 세첸 카툰(몽골어: ᠮᠠᠨᠳᠤᠬᠠᠢ
ᠰᠡᠴᠡᠨ
ᠬᠠᠲᠤᠨ Manduqai Sečen Qatun, Мандухай сэцэн хатан)이라고도 한다. 북원의 만돌 칸과 다얀 칸의 황후(카툰)였다. '세첸'은 몽골어로 '예지, 현명함'을 뜻한다.
만돌 칸 사후 혼란기에 바얀 몽케 볼후 지농의 아들로 칭기즈 칸의 직계 자손이었던 바투 몽케를 데려다가 대칸으로 옹립했으며 성년이 될 때까지 섭정을 했다. 그는 다얀 칸이 몽골을 재건하는데 기여한 인물로 평가된다.

## 생애

### 생애 초기
1448년 훗날 몽골의 우익 3만호 중 하나인 투메드부에 속하게 되는 옹구트부의 초로스 씨족 출신이었다. 그녀는 초로스 바이 테무르 칭상(승상)의 딸로 북원과 명나라의 경계인 투메드부의 후허하오터(현, 내몽골 자치주 남부 후허하오터시) 혹은 투메드부의 오르도스에서 태어났다. 정확한 생일은 전하지 않는다. 일설에는 1449년 출생설이 있다.
그녀는 딸로 태어났지만 몽골 문자 읽기, 쓰기와 승마, 양궁 등과 같은 기술을 습득했다. 그녀는 16세에 만두울 칸의 소카툰, 즉 후비의 한 명이 되었다. 만두울 칸에게서 두 명의 딸을 낳았다.

### 만두울 칸의 소카툰
톡토아부카 타이순 칸이 에센 타이시에게 살해된 후 서로 죽이고 죽는 잔인한 권력 다툼 속에서 타이순 칸의 아들도 칭기즈 칸의 이복동생이었던 벨구테이 가문의 자손에 의해 살해되었다. 이후 한동안 대칸(카안)이 없는 시대가 이어졌다.
그러다가 타이순 칸의 이복 동생인 만두울이 1475년 대칸위에 오르게 되었는데, 온시에드부의 벡 아르슬란 타이시의 지원으로 즉위했다. 벡 아르슬란은 자신의 딸 예케 카바르투를 만두울 칸의 대카툰으로 책봉시켜(1463) 실권을 쥐고 흔들다가, 대칸과 대립하게 되었다. 만두울 칸은 벡 아르슬란의 친척 동생인 이스마일 타이시, 투메드부의 투르겐 등과 손잡고 벡 아르슬란을 살해했다. 얼마 뒤 만두울 칸은 자신의 지위를 노린다고 의심되는, 혹은 대칸위를 원하던 조카 혹은 종손인 바얀 몽케 볼후 지농(친왕)과 싸우다가 사망했다(1478). 일설에는 병으로 사망했다.
만돌 칸과 예케 하바트 카툰 사이에는 아이가 없었고 만두하이와의 사이에 태어난 딸 2명만이 있어, 차기 칸을 둘러싸고 혼란을 야기했다.

### 만두울 칸 사후의 혼란기
1478년 만두울 칸은 타이순 칸의 손자와 권력 다툼을 벌이다 사망했다. 그러나 싸움에서 이긴 바얀 몽케 볼후 지농도 대칸의 자리에 오르지 못하고 피살되었다(1479). 1479년 만두울 칸의 첫 부인인 예케 카바르투는 사라져서 행방을 알 수 없게 되었다. 몽골의 왕자들은 서로 대칸이 되려고 경쟁했다.
바얀 몽케 볼후 지농은 이스마일 타이시에게 암살되었고, 볼후 지농의 부인 시케르는 이스마일 타이시와 재혼하여 떠났다. 죽은 바얀 몽케의 아들 바투 몽케는 바가이에게 보내졌다. 권력 다툼 속에 죽어간 두 사람이 바로 만두카이의 첫째 남편 만두울 칸과 나중에 만두카이와 결혼하게 되는 바투 몽케의 아버지 볼후 지농이었는데, 이 바투 몽케가 바로 나중의 다얀 칸이 되었다. 만두울 칸의 대카툰이었던 예케 카바르투는 자녀가 없었고, 만두카이에게서 얻은 두 명의 딸만이 있었기에 차기 대칸 옹립을 두고 혼란이 발생했다.
만두카이는 당시 숨어있던 바얀 몽케 볼후 지농의 아들 바투 몽케를 선택했다. 바가이는 바투 몽케를 제대로 돌보지 않았고, 그 때문에 바투 몽케는 영양실조와 우울증에 걸려 있었다. 보르지긴 가문에 충성하던 투무르하닥이 바투 몽케를 그 집에서 데려와 암낙타 아홉 마리의 젖을 먹이고, 은잔 세 개가 닳도록 은잔으로 살을 문질러 치료했다고 한다.
만두울 칸이 죽었을 때(1478), 만두카이가 30세였고, 바투 몽케는 14세였다. 원 세조 쿠빌라이 세첸 칸의 자손들이 거의 대부분 사라져 버리고 없는 상황에서 바투 몽케는 거의 유일하게 남겨진 귀한 황금씨족의 황손이었다. 다시 말하면 바투 몽케는 당연히 대칸위를 계승할 수 있는 위치에 있었지만, 아버지(볼후 지농) 사후 재혼한 생모 시케르로부터도 천대를 받는 버려진 아이가 되고 말았는데, 이 아이를 거두어 돌보아 준 이가 바로 만두카이였다.

### 하르친부의 청혼과 거절
칭기즈 칸의 첫째 동생 주치 카사르의 후손이었던 하르친(호르친)부의 우느 볼라드는 만두울 칸의 후비 만두카이에게 청혼했다. 그러나 만두카이는 우느 볼라드의 청혼을 거절했다. 우느 볼라드가 계속 청혼해오자 그는 뜨거운 차를 우느 볼라드에게 쏟아붓고 쫓아냈다고 한다.
몽골원류에 의하면 만두하이 카툰은 하르친부의 우느 볼라드와 재혼할지, 칭기즈 칸 가문의 유일한 생존자였던 바투몽케와 재혼할 것인지 고민했다 한다. 당시 영향력이 있었던 호르친 일족의 우네 보라드는 만두룬 칸의 재산을 물려받은 만두하이와 재혼하여 칸이 되려고 했고 만두희에게 구혼했다. 한편 당시 몽골에는 칭기즈 칸의 후손인 바투 몽케라는 소년이 있었고, 만두하이는 주변 사람들에게 우네 보라드이나 바투 몽케와 결혼해야 하는지 물었다. 그래서 아라쿠트의 상가이 올루크는 바투 몽케와 결혼하는 것이 좋다 했고, 고라트의 사다이는 우네 보라드와 결혼하는 것이 낫다고 했다. 그러나 결국 만두후이는 상가이 올루크의 아내 지간 아가로부터 대칸의 후손과 결혼하는 것이 옳다는 조언을 듣고 바투몽케를 선택했다고 한다.

### 바투 몽케의 대칸 추대와 섭정
만두카이는 칭기즈 칸의 직계 자손들이 거의 대부분 사라진 상황에서 대칸의 자리를 이어갈 사람은 바투 몽케뿐이라고 판단하고, 그를 극진하게 돌보는 한편, 동몽골인들의 충성을 이끌어 내어 바투 몽케를 정식 대칸으로 추대했다.
1479년, 몽골 민족의 위대한 영웅이자 국조인 태조 칭기즈 칸의 가묘가 있는 성지 나이만 차강게르 앞에서 성대한 즉위식이 열리고 바투 몽케가 대칸(카안)위에 올랐다. 대칸위에 오른 바투 몽케는 칸호를 '다얀 칸'이라고 했는데, '다얀'이란 바로 '大元'을 의미했다. 그 이름 속에 어린 대칸을 앞세워 칭기즈 칸의 황금씨족과 대몽골 제국을 다시 부활시키겠다는 만두카이의 강력한 의지가 담겨 있었다. 칭기즈 칸의 가묘 앞에서 치러진 취임식은 분열의 시대를 종식시키고, 몽골인들의 힘을 한곳으로 모아 옛 선조의 영화를 재현하겠다는 강한 의지를 다짐하는 자리이기도 했다.
만두카이는 섭정으로 통치했고, '세첸'의 존호를 받았다. 그녀는 곧 대칸의 자리를 노리는 이스마일 타이시를 정벌하여 제거했다. 만두카이는 어린 다얀 칸을 키워가면서 섭정으로서 동몽골을 다스렸다.
1479년 만두카이는 몽골군을 이끌고 숙적 오이라트부와 전쟁을 벌였는데, 자신이 직접 기병부대의 선봉에 서서 출전했다. 기적적으로 타스 부르다 전투에서 오이라트군을 참패시키고, 오이라트부의 지도자들을 생포했다. 그녀는 오이라트부에 세 개의 조항을 부과했다. 
오이라트는 두 손가락 높이 이상의 볏이 있는 헬멧을 착용할 수 없다.
오이라트는 게르 또는 유르트에 '궁전'을 의미 하는 '오르도'라는 말을 사용할 수 없다.
대칸 앞에서 무릎을 꿇어야 한다.
《황금씨족사》에 의하면 만두카이가 오이라트를 정복한 뒤, 오이라트인들에게 칼끝으로 고기를 집어서 먹는 행동을 금지시켰다고 한다. 일설에는 만두카이가 일시적으로 오이라트부의 창과 칼을 압수했고, 그 때문에 한동안 오이라트인들은 치아로 고기를 뜯어먹었다고 한다. 오이라트부를 경계한 만두카이 카툰은 1481년 오이라트와 몽골의 접경지대 근처에 요새를 건설했다.
1480년 만두카이는 명나라에 다얀 칸의 이름으로 사신을 보냈으나, 명나라는 북원의 사신을 처형했다. 격분한 만두카이는 곧 국경 지대를 폐쇄하여, 무역을 중단시키고 군사를 보내 명나라의 북부를 약탈하게 했다. 이에 명나라는 만리장성을 증축했다. 1481년, 만두카이가 34세때, 다얀 칸이 18세때 두 사람은 결혼을 했다. 명나라는 계속 공격을 가했고, 이 때문에 1501년 다얀 칸과 함께 케룰렌강변으로 이동했다.

### 다얀 칸의 카툰
1498년 오이라트부가 다시 반란을 일으켜, 동몽골을 습격했다. 만두카이는 투구와 갑옷을 입고 오이라트군과 교전했으며, 이때 명나라의 기습 공격이 있었다. 오이라트부를 꺾은 뒤 명나라 군대와도 교전하여 패퇴시켰다.
그런데 놀라운 일은 16년 연상인 만두카이가 다얀 칸과 결혼하여 일곱 명의 아들을 낳은 것이다(세 쌍둥이 포함). 만두카이가 낳은 이 일곱 명과 다얀 칸의 후비가 낳은 네 명의 아들 도합 열 한 명의 아들들이 이후 칭기즈 칸 가계의 새로운 몽골족을 탄생시켰다. 만두카이는 연하인 남편을 키워 몽골 역사에 남을 위대한 대칸으로 만들었고, 아들들 역시 제대로 키워 칭기즈 칸의 황금 가문을 부활시켰다. 이런 점에서 만두카이는 칭기즈 칸의 모후인 호엘룬 예케과 비교된다.
만두카이는 다얀 칸의 아내였지만, 다얀 칸에게는 어머니와 다름없었다. 특히 만두카이는 어린 대칸을 키우면서 다얀 칸이 몽골 제국을 부활시키기 위해서는 어떤 역할을 해야 하는지에 대하여 끊임없이 주입시켰다. 만두카이는 오이라트와의 전투를 승리로 이끌어 몽골 초원에서 동몽골이 완전히 주도권을 잡은 다음 1487년 장성한 다얀 칸에게 몽골의 통치권을 넘겼다.
1448년에 태어나 18세인 대칸과 결혼해서 그를 대신해 섭정을 하고, 어린 군주를 대신해 외적의 침입을 막으며 동몽골에 위협적인 존재였던 오이라트를 무너뜨리고, 다얀 칸과 함께 칭기즈 황금 씨족의 권위를 중흥시켰다.
1510년에 명나라의 기습 공격으로 케룰렌강변으로 이동했다. 만두카이는 1510년에 사망했는데, 원인은 자연사로 추정된다. 그러나 명나라가 보낸 첩자에게 암살되었다는 설과 남편의 첩에게 암살되었다는 설, 명나라에게 투항하고 매수된 몽골인 장군 에스멜 또는 이스마일에게 암살되었다는 설이 있다. 1526년에 사망했다는 설도 있다. 그녀의 무덤은 발견되지 않고 있다.

## 가족관계
- 남편 : 만둘 칸
  - 이름 미상의 딸 2명
- 남편 : 다얀 칸(達延汗) - 몽골 제국의 34대 대칸
  - 장남 : 투루 볼라드(圖魯博羅特)
    - 손자 : 보디 알락 칸(博迪阿剌克汗) - 몽골 제국의 36대 대칸

  - 차남 : 올로스 볼라드
  - 3남 : 바르수 볼라드(巴尔斯博羅特汗) - 몽골 제국의 35대 대칸
    - 손자 : 알탄 칸(俺答汗)

  - 4남 :아르소 볼라드
  - 5남 :오치르 볼라드
  - 6남 :알초 볼라드
  - 7남 :알 볼라드
  - 딸 :토르롤투

## 관련 작품

### 영화
- 《만두카이 현명한 여왕》 (1988년, 몽골 영화) - 수부드 남시라이

## 같이 보기
- 다얀 칸
- 만두굴 칸
- 오이라트
- 투메드
- 쿠툴룬